# نوع واطن

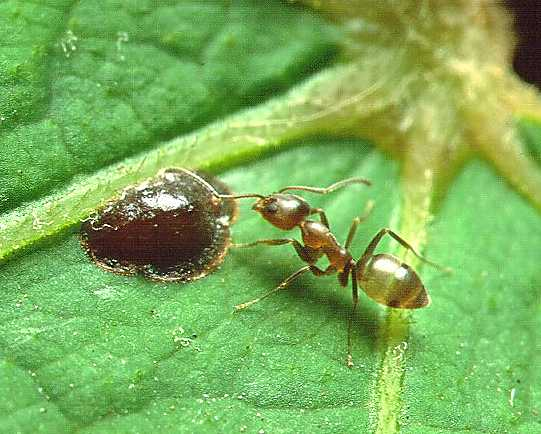

النوع الواطن أو الأصيل (بالإنجليزية: Indigenous species)‏ علم البيئة هو نوع من النباتات أو الحيوانات أو البكتيريا يستوطن في مكان أو نظام بيئي معين بشكل أصيل.